# Arcadia (Nebraska)
Arcadia é uma vila localizada no estado americano de Nebraska, no Condado de Valley.

## Demografia
Segundo o censo americano de 2000, a sua população era de 359 habitantes. 
Em 2006, foi estimada uma população de 333, um decréscimo de 26 (-7.2%).

## Geografia
De acordo com o United States Census Bureau, a localidade tem uma área de 1,5 km², sem área coberta por água.

## Localidades na vizinhança
O diagrama seguinte representa as localidades num raio de 28 km ao redor de Arcadia. 